# Frankenstraße 41 (Stralsund)

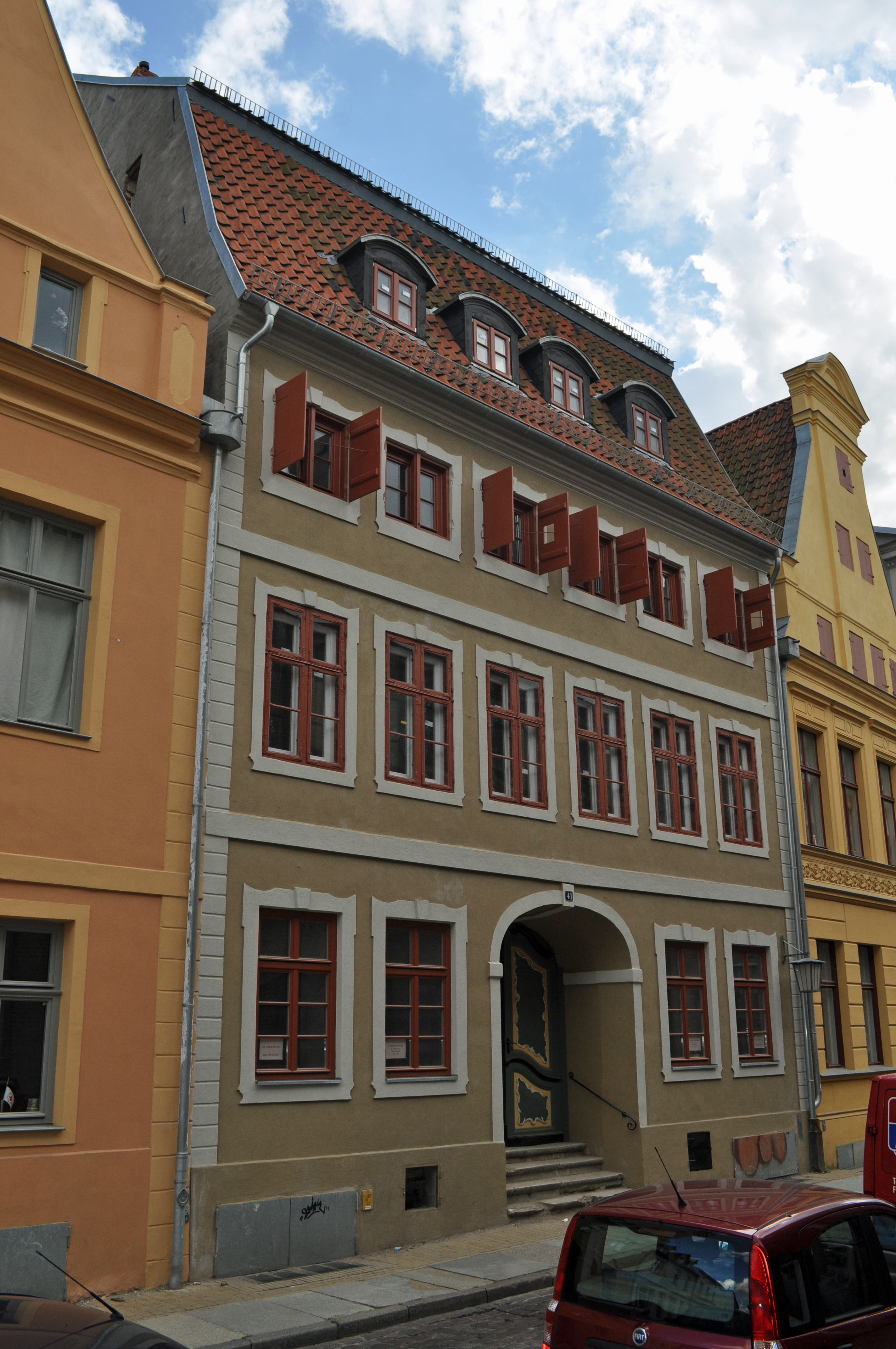
Das Haus Frankenstraße 41 Stralsund (2011)

Das Haus mit der postalischen Adresse Frankenstraße 41 ist ein unter Denkmalschutz stehendes Gebäude in der Frankenstraße in Stralsund.
Der dreigeschossige und sechsachsige Putzbau mit Mansarddach wurde im Jahr 1781 errichtet.
Die Fassade ist schlicht gestaltet. Sie ist durch genutete Gebäudekanten und zwischen den Geschossen angeordnete Putzbänder gegliedert. Die Fenster sind mit Faschen versehen. In der großen, korbbogigen Portalnische ist die originale, zweiflügelige Haustür erhalten.
Das Haus liegt im Kerngebiet des von der UNESCO als Weltkulturerbe anerkannten Stadtgebietes des Kulturgutes „Historische Altstädte Stralsund und Wismar“. In die Liste der Baudenkmale in Stralsund aus dem Jahr 1997 ist es mit der Nummer 236 eingetragen.